# Bettongia gaimardi
La bettongia orientale (Bettongia gaimardi Desmarest, 1822), nota anche come bettongia meridionale o bettongia della Tasmania, è una bettongia diffusa in passato in Australia sud-orientale e nella parte orientale della Tasmania. In seguito all'introduzione della volpe rossa, questa specie è scomparsa dall'Australia continentale già dal 1890.

## Alimentazione e comportamento
La bettongia orientale è un animale notturno. Durante il giorno dorme in nidi fatti di erba e foglie. La maggior parte della sua dieta è costituita da funghi sotterranei imparentati con i tartufi, ma si nutre volentieri anche di radici e tuberi. Può tuttavia divorare anche insetti e larve, se ne ha la possibilità. Una caratteristica unica di questa specie è quella di spostarsi fino a distanze di 1,5 km dal nido all'area di foraggiamento, percorsi notevoli per una creatura che raramente supera i 2 kg di peso.
Questa bettongia vive nelle aperte boscaglie ad altitudini comprese tra il livello del mare e i 1000 m (la vetta più alta della Tasmania raggiunge i 1617 m). Solitamente nidifica nelle foreste secche di eucalipti e nelle macchie erbose, dormendo di giorno in un nido di erba a forma di cupola ben camuffato ed edificato con fascine raccolte in giro e trasportate con la coda ricurva e prensile.
Come le altre bettonge, anche quella orientale è un riproduttore continuo con un periodo di gestazione di sole tre settimane. Si riproduce in ogni periodo dell'anno.

## Conservazione
Sebbene la popolazione continentale sia ormai estinta già dagli ultimi anni del XIX secolo, la popolazione della Tasmania viene ritenuta al sicuro. Una condizione che potrebbe attentare alla sopravvivenza di questa specie è che quasi tutti gli esemplari vivono su terreni privati e solo due gruppi all'interno di riserve. Tuttavia, il maggior rischio per la bettongia della Tasmania è costituito dall'introduzione sull'isola delle volpi rosse. L'Unione Internazionale per la Conservazione della Natura ha infatti rivalutato lo status di questo animale da «Specie a rischio minimo» a «Specie prossima alla minaccia» proprio in seguito al rischio causato da questi predatori.